# クリフトン (ニュージャージー州)
クリフトン（英: Clifton）は、アメリカ合衆国ニュージャージー州のパセーイク郡にある都市。人口は9万0296人（2020年）。ニューヨーク都市圏に含まれる。
クリフトンは1917年4月26日に、その2日前に行われた住民投票の結果に基づき、ニュージャージー州議会の法により、それまでのアクアカノンク・タウンシップに代わって法人化された。

## 地理
クリフトンは北緯40度51分44秒 西経74度09分37秒 / 北緯40.862137度 西経74.160393度 (40.862137,-74.160393)に位置している。アメリカ合衆国国勢調査局に拠れば、市域全面積は11.397平方マイル (29.518 km2)であり、このうち陸地11.260 平方マイル (29.164 km2)、水域は0.137 平方マイル (0.355 km2)で水域率は1.20%である。
ニューヨーク市の西10マイル (16 km) にあり、ニュージャージー州道3号線やアメリカ国道46号線に近い。その他ガーデン・ステート・パークウェイやニュージャージー州道9号線、同21号線も通っている。

## 人口動態

### 2010年国勢調査
以下は2010年国勢調査による人口統計データである。
| 基礎データ - 人口: 84,136 人 - 世帯数: 30,661 世帯 - 家族数: 21,125 家族 - 人口密度: 2,885.0 人/km2（7,472.0 人/mi2） - 住居数: 31,946 軒 - 住居密度: 1,095.4 軒/km2（2,837.1軒/mi2） 人種別人口構成 - 白人: 69.63% - アフリカン・アメリカン: 4.92% - ネイティブ・アメリカン: 0.50% - アジア人: 8.90% - 太平洋諸島系: 0.03% - その他の人種: 12.44% - 混血: 3.59% - ヒスパニック・ラテン系: 31.92% 年齢別人口構成 - 18歳未満: 22.0% - 18-24歳: 8.8% - 25-44歳: 28.3% - 45-64歳: 27.0% - 65歳以上: 13.9% - 年齢の中央値: 38歳 - 性比（女性100人あたり男性の人口） - 総人口: 93.2 - 18歳以上: 90.4 | 世帯と家族（対世帯数） - 18歳未満の子供がいる: 30.3% - 結婚・同居している夫婦: 50.3% - 未婚・離婚・死別女性が世帯主: 13.0% - 非家族世帯: 31.1% - 単身世帯: 26.0% - 65歳以上の老人1人暮らし: 11.3% - 平均構成人数 - 世帯: 2.74人 - 家族: 3.33人 収入と家計（2006年から2010年のアメリカン・コミュニティ・サーベイ統計） - 収入の中央値 - 世帯: 62,271米ドル - 家族: 76,070米ドル - 性別 - 男性: 49,780米ドル - 女性: 40,149米ドル - 人口1人あたり収入: 29,812米ドル - 貧困線以下 - 対人口: 9.3% - 対家族数: 7.2% - 18歳未満: 15.5% - 65歳以上: 9.3% |

### 2000年国勢調査
以下は2000年国勢調査による人口統計データである。
| 基礎データ - 人口: 78,672 人 - 世帯数: 30,244 世帯 - 家族数: 20,354 家族 - 人口密度: 2,688.1人/km2（6,965.2 人/mi2） - 住居数: 31,060 軒 - 住居密度: 1,061.3軒/km2（2,749.9 軒/mi2） 人種別人口構成 - 白人: 66.22% - アフリカン・アメリカン: 2.89% - ネイティブ・アメリカン: 0.24% - アジア人: 6.44% - 太平洋諸島系: 0.03% - その他の人種: 9.60% - 混血: 4.57% - ヒスパニック・ラテン系: 19.84% 先祖による構成 - イタリア系：17% - ポーランド系：13% - アイルランド系：9% - ドイツ系：8% この他にトルコ系、アルバニア系、ウクライナ系、またプエルトリコ系、ドミニカ系、アラブ系、フィリピン系、中国系、インド系も多い。 | 年齢別人口構成 - 18歳未満: 21.6% - 18-24歳: 7.7% - 25-44歳: 30.7% - 45-64歳: 22.5% - 65歳以上: 17.6% - 年齢の中央値: 39歳 - 性比（女性100人あたり男性の人口） - 総人口: 91.4 - 18歳以上: 88.1 世帯と家族（対世帯数） - 18歳未満の子供がいる: 28.9% - 結婚・同居している夫婦: 51.3% - 未婚・離婚・死別女性が世帯主: 11.5% - 非家族世帯: 32.7% - 単身世帯: 27.9% - 65歳以上の老人1人暮らし: 13.7% - 平均構成人数 - 世帯: 2.59人 - 家族: 3.20人 | 収入と家計 - 収入の中央値 - 世帯: 50,619米ドル - 家族: 60,688米ドル - 性別 - 男性: 40,143米ドル - 女性: 32,090米ドル - 人口1人あたり収入: 23,638米ドル - 貧困線以下 - 対人口: 6.3% - 対家族数: 4.3% - 18歳未満: 8.6% - 65歳以上: 5.2% |

## 政府と政治

### 市政府
クリフトン市は1923年市マネジャー法の下に運営されている。政府は7人の委員による市政委員会で構成される。委員は市全体を選挙区に無党派選挙で同時期に選出され、任期は4年間である。
2010年5月の市政選挙で、ジェイムズ・アンザルディが市政委員として9期目、市長として前例のない6期目に当選した。

### 連邦、州、郡の政府機関
クリフトン市はアメリカ合衆国下院ニュージャージー州第9選挙区に属している。州議会では第34選挙区に入っている。
パセーイク郡は7人の委員で構成される郡政委員会が統治している（ニュージャージー州では "Board of Chosen Freeholders" と呼ばれる）。郡全体を選挙区に選出される。任期は3年間である。毎年2人ないし3人が改選される。

### 政治
2011年3月23日時点で、クリフトン市には有権者が44,550 人登録されており、その内14,138 人（31.7%）は民主党、7,542 人（16.9%）は共和党、22,851 人（51.3%）は無党派だった。他の政党で登録したのは19人のみだった。2010年の統計では、市民の52.9% が有権者登録し、18歳以上では67.9%だった。
2008年アメリカ合衆国大統領選挙では、民主党のバラク・オバマが総投票数32,317 のうち18,260 票、56.5%を獲得し、共和党のジョン・マケインは12,848 票、39.8%、その他の候補が334票、1.0%だった。登録有権者数は44,903 人、投票率は72.0% だった。
2004年では、民主党のジョン・ケリーが15,597 票、52.0%を得て、共和党のジョージ・W・ブッシュの13,120 票、43.8%を上回った。その他の候補は228票、0.8%、登録有権者数は41,220 人、投票数29,971 票、投票率は72.7% だった。
2009年ニュージャージー州知事選挙では、民主党のジョン・コーザインが9,080 票、49.1%を獲得し、共和党のクリス・クリスティの8,221 票、44.5%に勝利した。独立系のクリス・ダゲットが786票、4.3%、その他の候補者hが243票、1.3%だった。登録有権者数は43,808 人、投票数18,483 票、投票率は42.2% だった。

## 教育
市内の公立学校はクリフトン公共教育学区が運営しており、幼稚園前から12年生（高校生）までを教えている。2010年から2011年の教育年度で、地区内には17の学校があり、小学校14校、中学校2校、高校1校である。児童生徒数は11,452人、学級担当教師は771人、生徒・教師比率は14.85である。
クリフトン高校は生徒数3,300人以上おり、単一のキャンパスにある高校として州内最大である。別の場所に新入生約500人のための高校が、1,700万ドルをかけて新設され、「クリフトン高校別館」と呼ばれている。この新設には当初反対の声もあったが、2009年に開校して混雑を緩和することになった。
クリフトン住民のためのチャータースクールであるクラシカル・アカデミー・チャータースクール・オブ・クリフトンは、6年生から8年生の生徒に古典を基本にした教育を行う。2008年にナショナル・ブルーリボン教育プログラムによって認証された。

## 交通

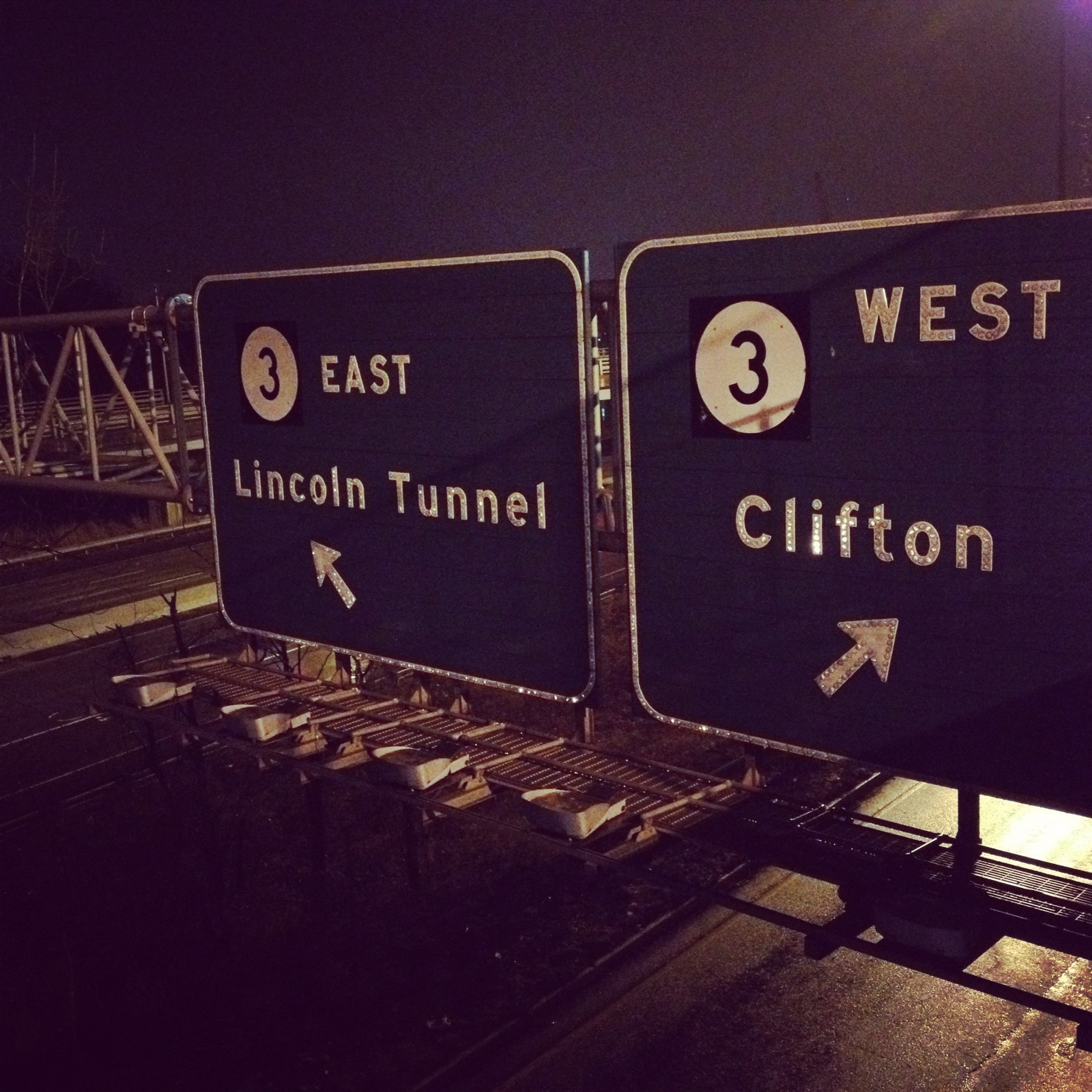
クリフトンへの方向を示す道路標示

ニュージャージー・トランジットのメイン・ラインが市内を通っており、クリフトン駅とデラワナ駅に停車する。この線はサファーン駅からホーボーケン駅を繋いでいる。1966年まで、エリー・ラッカワナ鉄道のニューアーク支線が町を通っており、アセニアとオールウッドに駅があった。
ニュージャージー・トランジットはバス便も運行しており、190系統、191系統、192系統、195系統はニューヨーク市マンハッタンのミッドタウンにあるポートオーソリティ・バスターミナルに向かい、13系統、27系統、72系統はニューアーク市に向かう。市内では74、702、703、705、707、709、744の系統が走っている。

## 大衆文化の中で
- マーティン・スコセッシ監督の映画『キング・オブ・コメディ』の登場人物ルパート・ラプキンはクリフトンの出身になっている[41]
- ジョニー・デップとアル・パチーノが出演した映画『フェイク』は、1996年にクリフトンで一部が撮影された[42]
- 映画『The Sopranos』の多くのシーンが市内で撮影された。バレー道路のバレーリージェンシー駐車場、メイン記念公園、クリフトン高校などである。ゴルフのシーンはアッパー・モントクレア・カントリークラブで撮影された
- ニューヨーク・ヤンキースに在籍し、アメリカ野球殿堂にも入ったヨギ・ベラとフィル・リズートが市内の「リズート・ベラ・ボウリング場」を所有していた[43]。このボウリング場は後にアストロ・ボールと呼ばれ、オールウッド・セクションのスタイアタウン・ショッピングセンターにあったが、1999年に閉鎖された
- アッパー・モントクレア・カントリークラブでは、NFL ゴルフクラシックが開催される。2009年まではサイベース・クラシック・ゴルフトーナメントが毎年開催されていた[44]
- 野球殿堂入りしているホーナス・ワグナーが、最後の2年間（1896年から1897年）をマイナーリーグのパターソン・シルクソックスでプレイした[45]。チーム名はパターソンだがドウアティ・シルクミル背後のメイン・アベニュー近く、ドウアティ・フィールドで試合を行っていた
- 市内には古い下水道があるが、現在は市当局が維持していない。恐れを知らない冒険者なら入ることができ、「地獄の門」と呼ばれている。壁には落書きが多く、雑誌『ウィアード・ニュージャージー』で紹介された[46]

## 商業

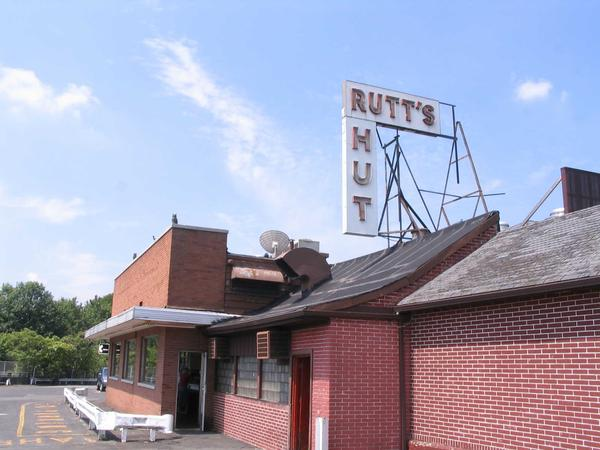
ラッツハット、1928年開業

- ホットドッグのレストランであるラッツハットはデラワナ・アベニュー東端にある。1928年開業であり、「ニューヨーク・タイムズ」の記者ピーター・アップルボームは、「州の中でホットドッグの宮殿と考えられる場所のショートリストに長く載っている」と表現した[47]
- クリフトン・コモンズ、州道3号線近くにあるショッピングセンター、多くの店舗やレストラン、16スクリーンのシネコン、AMCシアターズが入っており、床面積は448,848 平方フィート (41,699.3 m2) ある[48]
- プロムナード・ショップス・アット・クリフトン、州道3号線西沿いにある大規模ショッピングモール
- 以前は寝具・家具販売のリネンズシングズが市内に本社を構えていたが、2009年に破産した[49]
- クリフトン・アベニューの市役所とオールウッド道路の間には、多くの低層のビルが並び、弁護士、会計士、医院など専門的な事務所が入っている

## 著名な出身者
- バートロ・コローン（1973年-）、メジャーリーグベースボール選手、ニューヨーク・メッツ[50]
- ヴェラ・ファーミガ（1973年-）、女優、ディレクター[51]
- マット・ミアズガ（1995年-）、ポーランド系アメリカ人サッカー選手
- ジョン・セダ（1970年-）、俳優、NBCテレビの『ホミサイド/殺人捜査課』映画『セレナ』の演技で知られる[52]